# ISO 3166-2:MR
ISO 3166-2:MR è la specifica dello standard ISO 3166-2, parte della norma ISO 3166 dell'Organizzazione internazionale per la normazione (ISO), che definisce i codici per i nomi delle principali suddivisioni della Mauritania (il cui codice ISO 3166-1 alpha-2 è MR).
Attualmente i codici coprono le 15 regioni. Iniziano con la sigla MR-, seguita da due cifre in numerazione progressiva da 01 a 15.

## Codici attuali
I codici e i nomi sono elencati nell'ordine standard ufficiale pubblicato dalla ISO 3166 Maintenance Agency (ISO 3166/MA).
| Codice | Regione            |
| ------ | ------------------ |
| MR-07  | Adrar              |
| MR-03  | Assaba             |
| MR-05  | Brakna             |
| MR-08  | Dakhlet-Nouadhibou |
| MR-04  | Gorgol             |
| MR-10  | Guidimagha         |
| MR-01  | Hodh-Charghi       |
| MR-02  | Hodh-Gharbi        |
| MR-12  | Inchiri            |
| MR-14  | Nouakchott-Nord    |
| MR-13  | Nouakchott-Ouest   |
| MR-15  | Nouakchott-Sud     |
| MR-09  | Tagant             |
| MR-11  | Tiris-Zemmour      |
| MR-06  | Trarza             |